# Metachrostis anomala
Metachrostis anomala là một loài bướm đêm trong họ Erebidae.